# Portuno

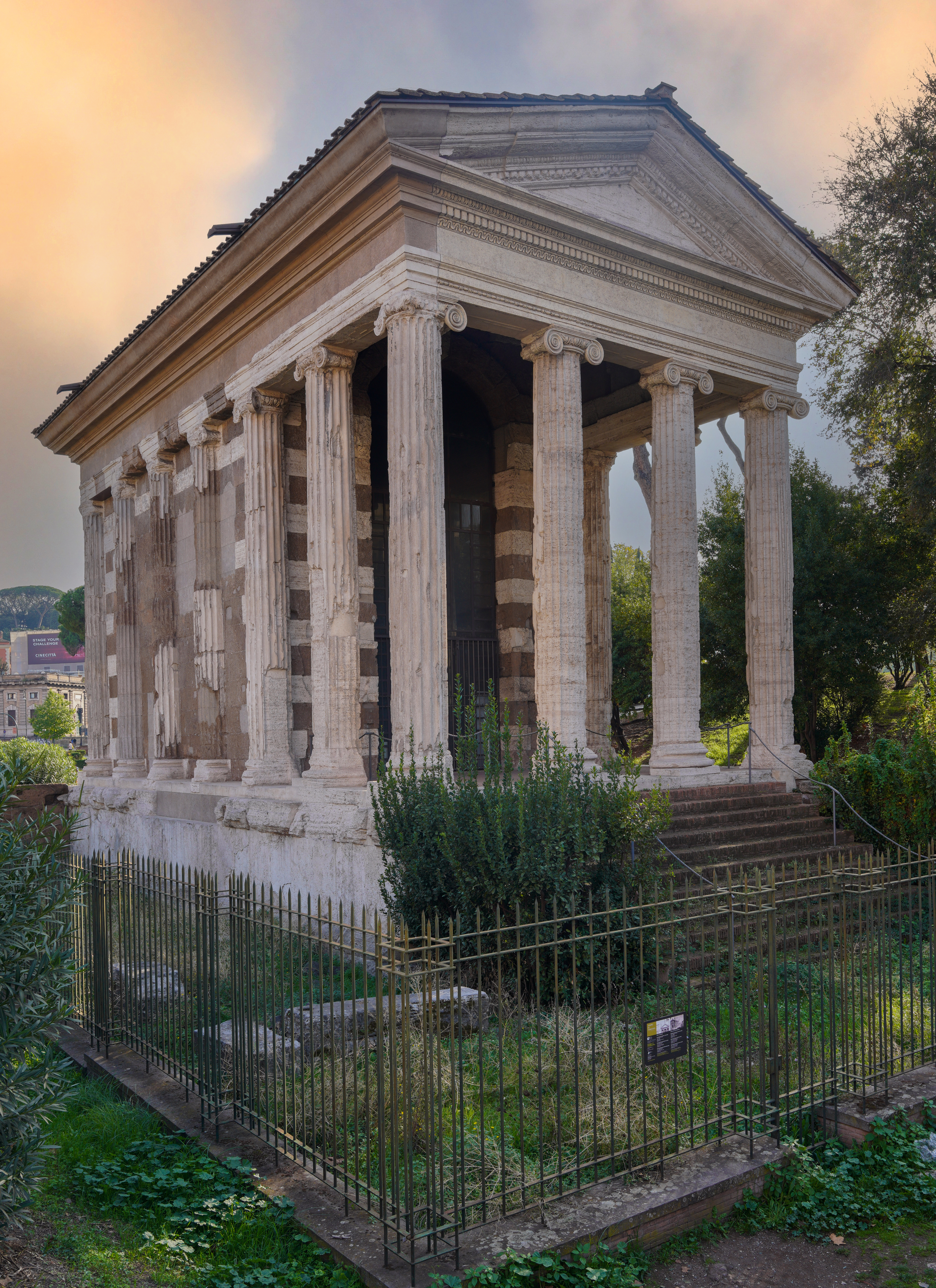
Il tempio del dio Portuno a Roma.

Portuno (latino Portunus o Portumnus) è il dio romano dei porti e delle porte. I Romani lo assimilarono al dio greco Palemone, in quanto anch'egli dio dei porti.

## Culto
Il suo culto pubblico era curato a Roma da uno dei dodici flamini minori, il flamine portunale. La sua festività era denominata Portunalia e si celebrava il 17 agosto. Nel tardo calendario filocaliano, la festa del 17 agosto è chiamata Tiberinalia, nome derivato dall'essere celebrata al Porto Tiberino, dove si trova il tempio di Portuno.
Negli Scholia Veronensia si ha un breve accenno a ciò che accadeva durante la cerimonia dei Portunalia, ma non è chiaro di cosa si trattasse a causa delle differenti tradizioni manoscritte. Secondo l'edizione curata da Heinrich Keil sembra che si gettassero delle chiavi nel fuoco; secondo quella di Angelo Mai (e accettata da Ludwig Preller), invece, si sarebbe trattato di portare le chiavi nel Foro per un sacrificio di espiazione. In ogni caso le chiavi avrebbero avuto una parte nella festa, forse come simbolo della casa da purificare.

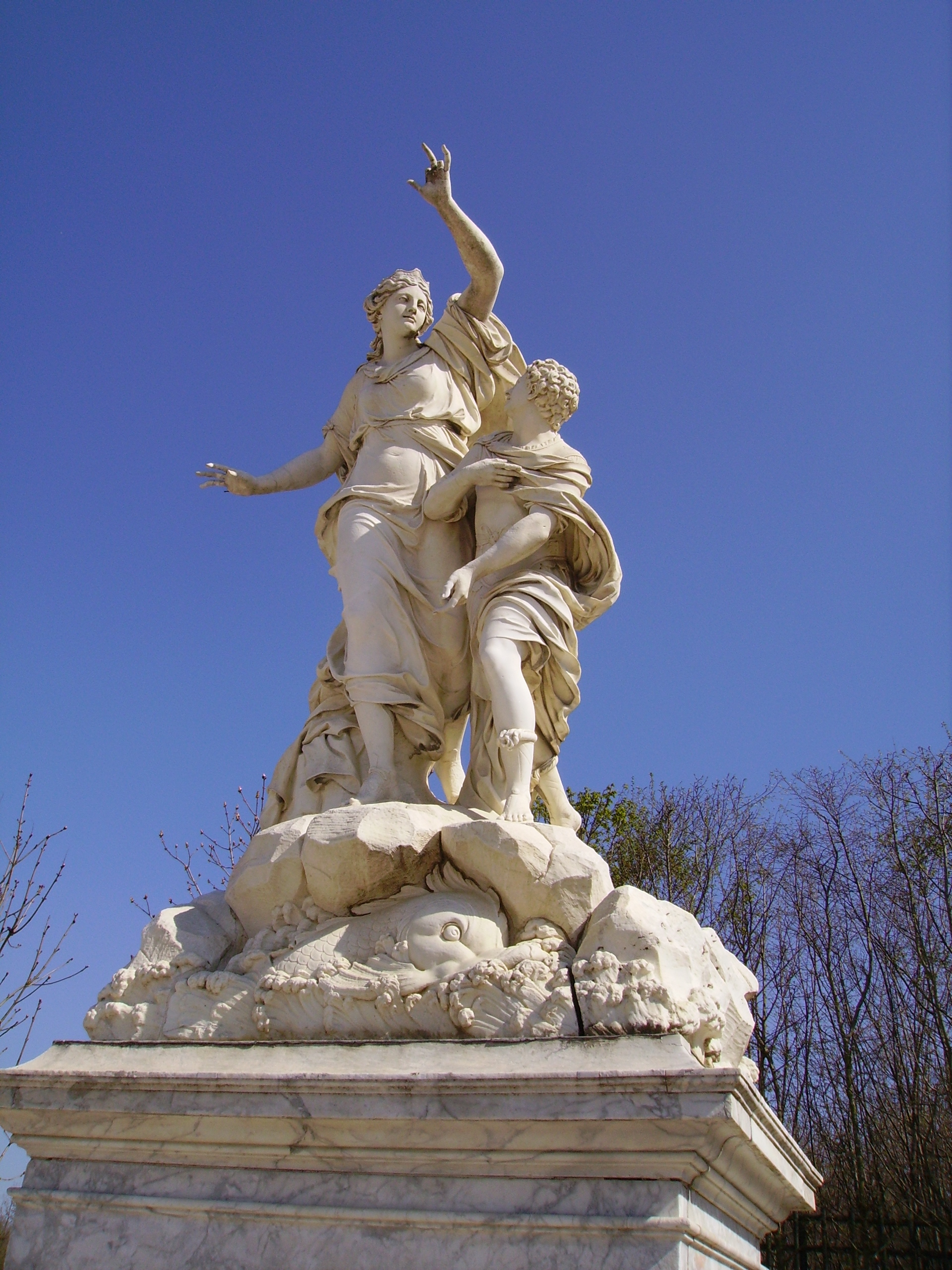
Portuno fu assimilato a Palemone, detto anche Melicerte (qui insieme a sua madre Leucothea, in un gruppo statuario di Pierre Granier, a Versailles.)

Il tempio di Portuno era stato dedicato proprio il giorno dei Portunalia, secondo quanto riferito da Varrone, e si trovava presso il Ponte Emilio, come indicano alcuni antichi calendari romani.
Nell'Eneide, Portuno viene invocato da Cloanto durante la gara delle navi e il dio risponde spingendo la nave in avanti.
Durante il processo di reinterpretazione delle divinità romane sulla base della mitologia greca, il dio Portuno fu identificato con Palemone, anch'egli protettore dei porti, assorbendone anche i miti, cosicché a Portuno fu attribuita come madre la dea Mater Matuta, che a sua volta era stata assimilata a Leucotea, la madre di Palemone.

## Studi moderni su Portuno

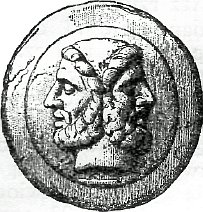
Alcuni studiosi hanno avvicinato Portuno al dio Giano.

Nell'iconografia Portuno veniva rappresentato con le chiavi in mano, in quanto protettore delle porte. Questo aspetto del dio, in passato, ha fatto ritenere ad alcuni studiosi che Portuno potesse essere un duplicato o una "specializzazione" di Giano. Secondo Georg Wissowa, il senso di protettore dei porti sarebbe solo una funzione secondaria, mentre quella originaria sarebbe la protezione delle entrate. L'opinione di Wissowa è condivisa da Kurt Latte, mentre per Albert Grenier, Portuno è un "genio della navigazione" ed è lui stesso una specie di Giano perché il porto è una specie di porta. Paul Fabre, in modo simile, afferma che Portuno è una indigitazione di Giano e che in origine sarebbe stato numen dei passaggi ma poi si sarebbe "specializzato" nella protezione del porto di Roma. Georges Dumézil, invece, rifiuta queste assimilazioni e ritiene che sia un processo secondario derivato dalla vicinanza delle funzioni delle due divinità.

## Etimologia e significato originario
Secondo Dumézil, i termini latini portus e porta (dai quali viene il nome del dio) sarebbero eredi di una radice indoeuropea *protu-.

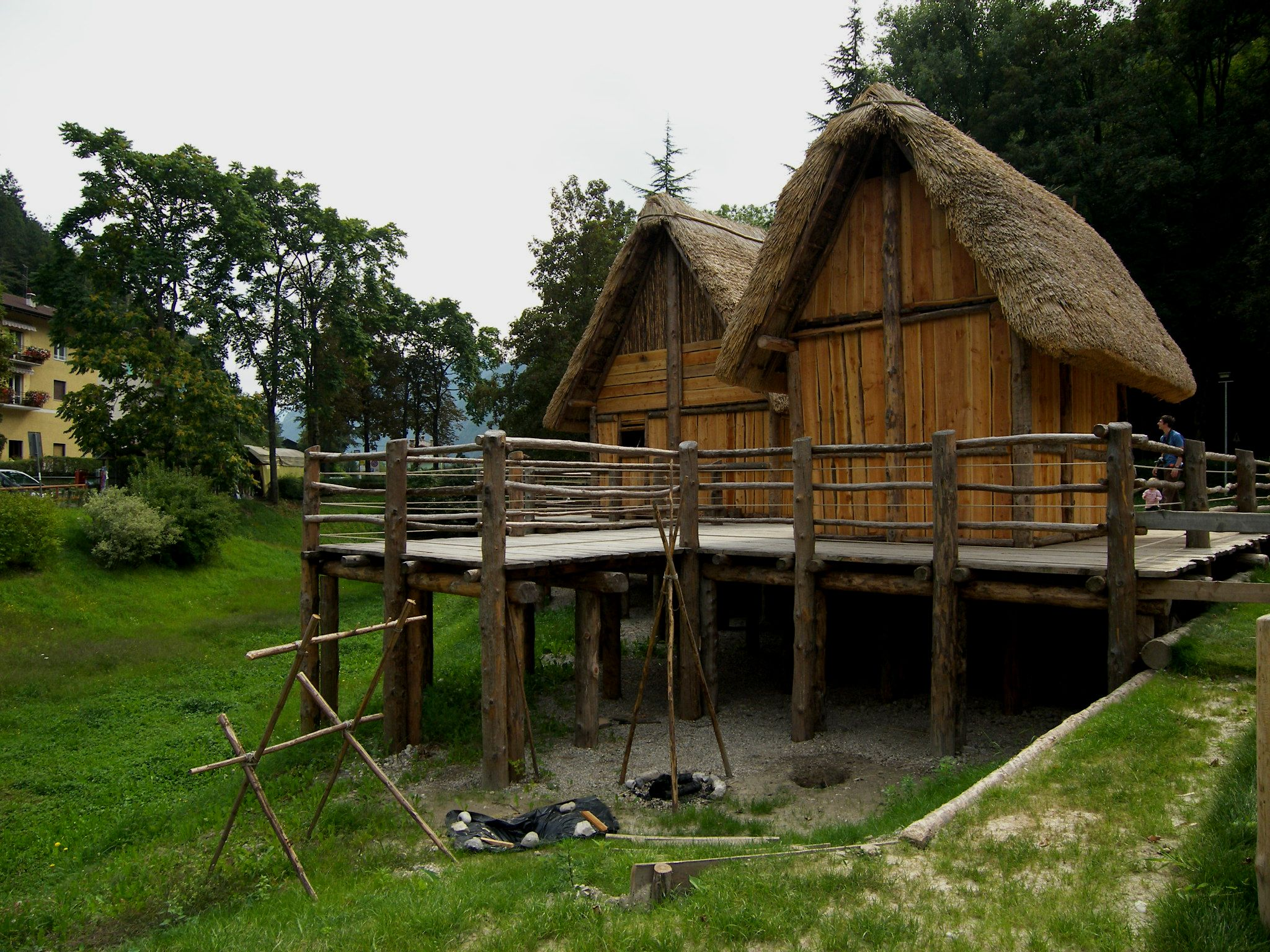
Il nome del dio Portuno potrebbe essere un ricordo di quando i progenitori dei Latini vivevano in villaggi di palafitte.

Da questa radice sarebbe derivato l'avestico peretu, che ha il significato di "passaggio", specialmente di "ponte" e talvolta di "guado"; nelle lingue celtiche abbiamo il gallico ritu-, il gallese ryd, l'irlandese rith che hanno l'esclusivo significato di "guado"; tra le lingue germaniche, abbiamo il norreno fjörðr (da *ferthu-), anglosassone ford, antico alto tedesco furt, che hanno il significato di "guado".
Secondo una tesi di Giuliano Bonfante, poi ripresa anche da Georges Dumézil, Portuno sarebbe stato in origine il dio degli attraversamenti d'acqua, cioè dei guadi e tale interpretazione risalirebbe ai tempi in cui gli antenati dei Latini vivevano in villaggi palafitticoli nell'area centro-europea. In quel contesto, l'accesso al villaggio sarebbe stato contemporaneamente un porto (per l'attracco delle imbarcazioni) e una porta (per l'entrata al villaggio).